# Fridolinsbrücke
Die Fridolinsbrücke ist eine Straßenbrücke, die mit zwei Fahrstreifen und beidseitigen Fußwegen zwischen der Stadt Bad Säckingen und der Gemeinde Stein den Rhein überspannt sowie mittig die Grenze zwischen Deutschland und der Schweiz bildet. Namenspatron des Bauwerkes ist Fridolin von Säckingen. Auf deutscher Seite ist die Brücke Teil der Bundesstraße 518.

## Geschichte
Im Rahmen einer regionalen Verknüpfung des deutschen Bundesstraßen- mit dem schweizerischen Hauptstrassennetz sowie zur Entlastung der Altstadt Bad Säckingens und der alten Holzbrücke wurde am 6. Dezember 1976 ein Staatsvertrag zwischen dem Schweizer Bundesrat und der Bundesrepublik Deutschland über den Brückenneubau geschlossen. Die Federführung bei der Projektierung und Ausführung lag beim Kanton Aargau. Baubeginn war am 1. März 1977, Verkehrsübergabe am 22. September 1979.

## Konstruktion

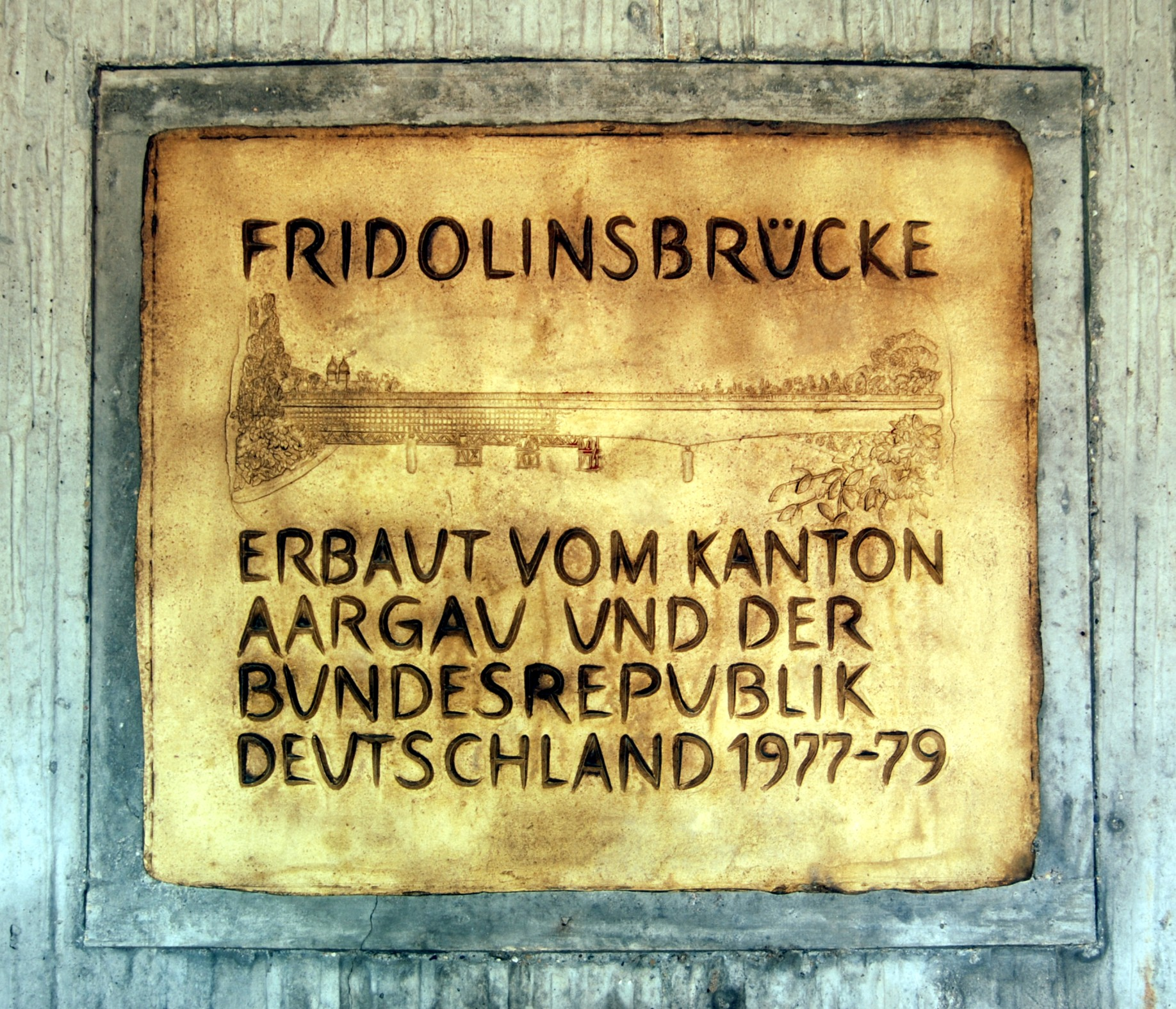
Gedenktafel

Die Straßentrasse ist im Bereich des Bauwerkes gerade und weist Richtung Stein ein Gefälle von 2,4 % auf. Der Rhein wird in einem Winkel von rund 82° gekreuzt. Rund 100 m vor dem Schweizer Widerlager beginnt eine trompetenförmige Aufweitung der Fahrbahn für eine Abbiegespur an der Kreuzung mit der linksrheinischen Hauptstrasse 7. Für die Schifffahrt existiert auf der linken Rheinseite eine Durchfahrt mit 80 m lichter Breite und 6,0 m lichter Höhe beim höchsten schiffbaren Wasserstand.
Die Spannbetonbrücke besitzt eine Länge von 244 m. Sie weist in Längsrichtung den Durchlaufträger als Bauwerkssystem auf. Die Stützweiten betragen für die dreifeldrige Straßenüberführung 106 m im linken Randfeld, 85 m im mittleren Feld und 53 m im rechten Randfeld.
In Querrichtung ist der 12,92 m breite Überbau als einzelliger Hohlkastenquerschnitt mit einer gevouteten Bauhöhe ausgebildet. Die Bodenplatte des Hohlkastens ist 6,8 m breit. Über dem linken Flusspfeiler beträgt die Konstruktionshöhe 6,25 m, am schweizerischen Widerlager 3,95 m und am deutschen Widerlager 2,80 m. Die Vorspannung besteht in Längsrichtung und Querrichtung aus internen Spanngliedern. Die rund 16 m hohen Pfeiler weisen massive, konstante Querschnitte auf und sind auf Fels flach gegründet.
Die Herstellung des Brückenüberbaus erfolgte von Süd nach Nord in zwei Abschnitten mit Längen von 143 m und 101 m auf einem Lehrgerüst. Die Fundamente der Strompfeiler wurden innerhalb einer umspundeten Baugrube betoniert.

## Fridolinplastik

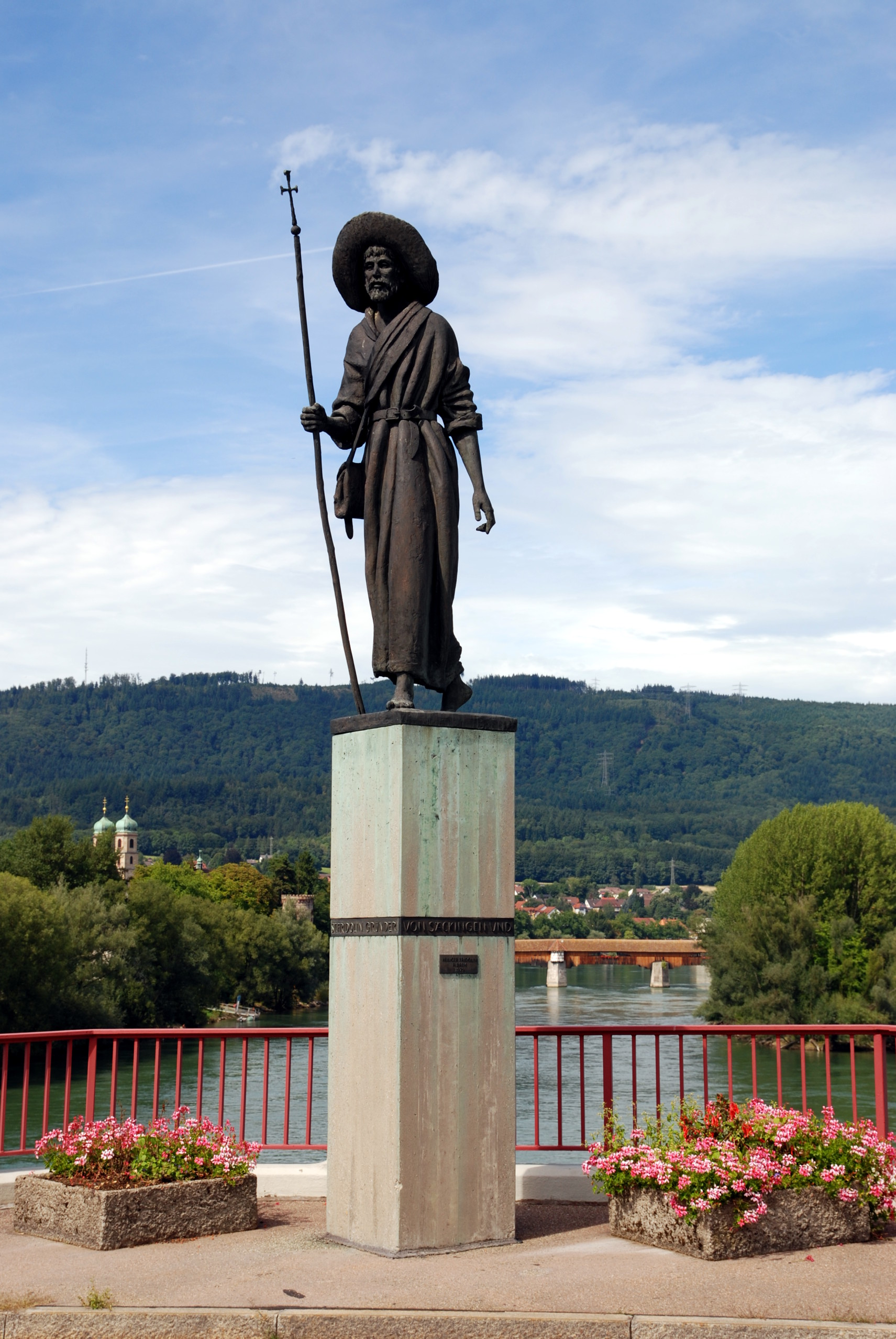
Statue des Fridolin von Säckingen

Etwa auf der Mitte der Fridolinsbrücke an seiner Nordseite befindet sich eine Bronzeplastik des Schweizer Künstlers Rolf Brem aus dem Jahr 1979. Die Plastik steht auf einem quaderförmigen Betonsockel, welcher auf halber Höhe ein aus Bronze eingelassenes Spruchband enthält. Dieses Band umläuft jede Seite des Quaderblocks; auf ihm steht geschrieben: St. Fridolin Gründer von Säckingen und Patron der Landschaft am Hochrhein.

## Staatsgrenze

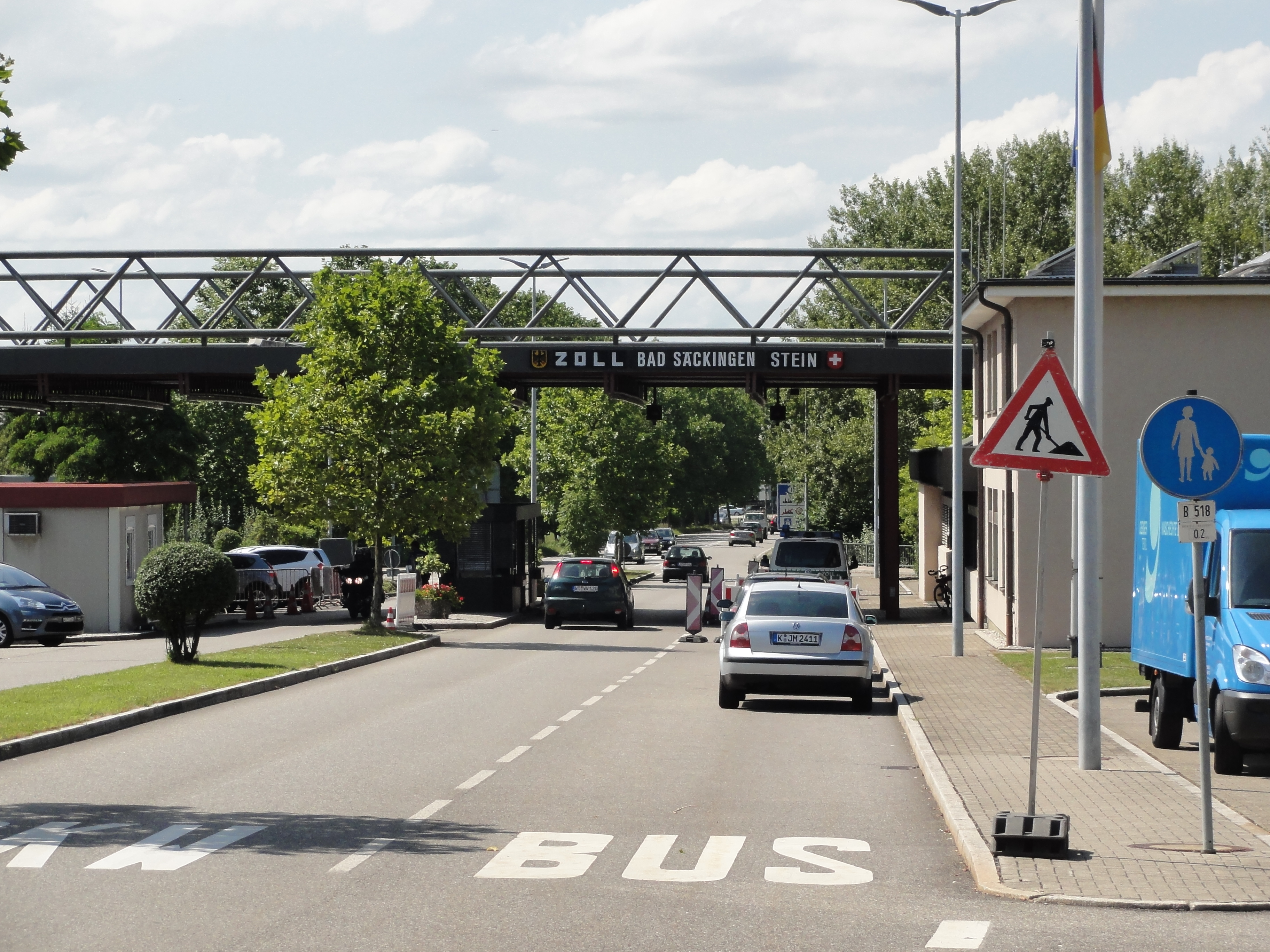
Grenzabfertigungsgebäude von der Schweizer Seite gesehen

Die Grenze verläuft mittig über den Rhein, eine Markierung ist auf der Brücke nicht angebracht. Die schweizerische und die deutsche Grenzabfertigung findet in einer gemeinsamen Abfertigungsstelle auf deutschem Gebiet statt.